# أقا ورديلو
أقا ورديلو (بالإنجليزية: Aqa Verdilu)‏ هي مستوطنة تقع في قسم انغوت الشرقي الريفي (مقاطعة غرمي) في إيران.